# Neostylopyga schultzei
Neostylopyga schultzei är en kackerlacksart som först beskrevs av Robert Walter Campbell Shelford 1912.  Neostylopyga schultzei ingår i släktet Neostylopyga och familjen storkackerlackor. Inga underarter finns listade i Catalogue of Life.